# (5078) Solovjev-Sedoj
(5078) Solovjev-Sedoj ist ein Asteroid des Hauptgürtels, der am 19. September 1974 von der russischen Astronomin Ljudmila Iwanowna Tschernych am Krim-Observatorium (IAU-Code 095) in Nautschnyj entdeckt wurde.
Der Asteroid wurde nach dem sowjetischen Komponisten Wassili Pawlowitsch Solowjow-Sedoi (1907–1979) benannt, der sowohl klassische Kompositionen als auch Estrada-Titel schuf.